# 北佩瑟頓
北佩瑟頓（North Petherton）是英國英格蘭的一個城鎮和民政教區，位於薩默塞特郡。北佩瑟頓有人口6,730人。

## 外部連結
- North Petherton Town Council（页面存档备份，存于）
- 中的“North Petherton”